# The Warriors of Qiugang
The Lost Thing é um documentário em curta-metragem de 2010 dirigido por Ruby Yang. Como reconhecimento, foi nomeado ao Oscar 2011 na categoria de Melhor Documentário em Curta-metragem.